# 夜騎開封

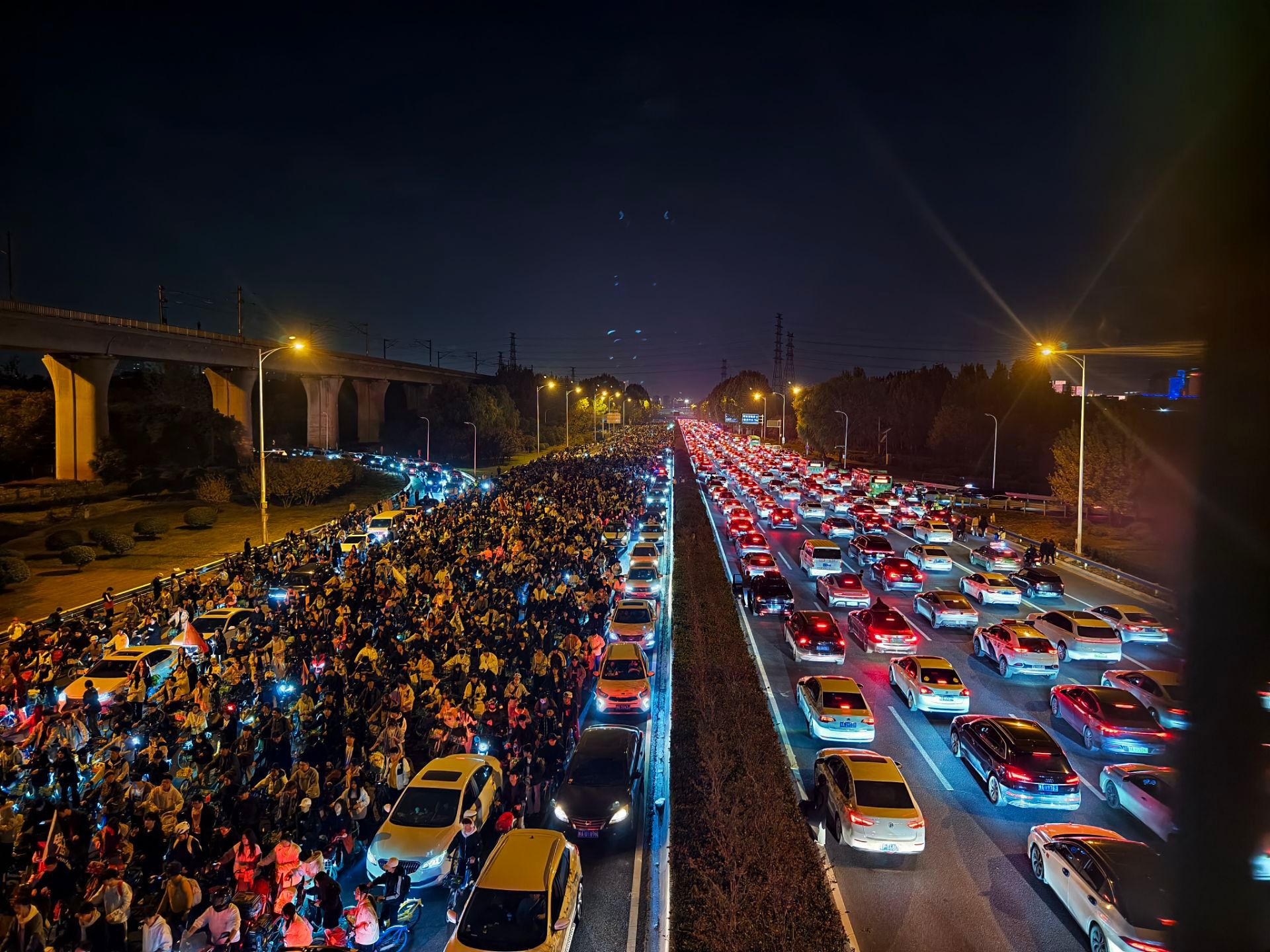
2024年11月9日凌晨時分的鄭開大道，充滿著參與夜騎的學生

夜騎開封是一項由中華人民共和國河南省鄭州市的大學生發起的夜間單車騎行活動。參與者騎乘公共自行車從鄭州出發，沿鄭開大道，前往約50公里外的開封市。
該活動自2024年6月興起，源於4名女大學生為了品嚐開封的灌湯包而進行的一次騎行，並在影片分享網站上分享，引發廣泛關注。隨著活動的流行，參與人數激增，至2024年11月8日達到高峰，據報導至少有20萬人參加，造成當地交通嚴重擁堵。為吸引更多學生參與，開封市當局對多個景點實行免費開放。
法国国际广播电台、美國之音和《鏡新聞》等媒體指出，參與夜騎開封的人數規模甚至遠超2022年抗議中共中央總書記習近平「動態清零政策」的白紙運動。活動與政治無關，而河南省當局為應對人數激增的情況，實施禁行措施，呼籲民眾減少長途騎行，並要求學生限期返校，同時下令省內多所大專院校實行一個月的全校封閉管理。

## 起源
2024年6月18日，鄭州大學的4名女學生在下課後於當晚7點萌生體驗一場隨性而行的旅行，前往開封享用知名灌湯包的想法。由於當晚班次問題其無法搭乘長途公車，且考量高铁票價較高，她們便決定以共享單車騎行前往開封。這場騎行歷時3個多小時，她們順利抵達開封，稱「青春就這麼一次，肯定要和自己的大學好朋友來一場說走就走的行動。」

## 熱潮

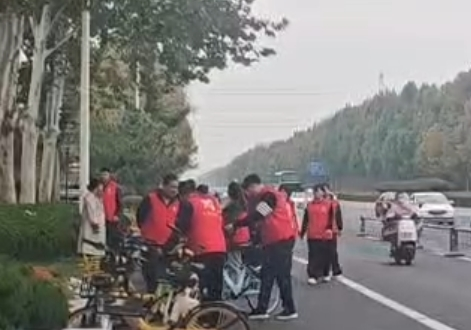
郑开大道边整理共享单车的志愿者

4名女學生將「夜騎開封」經歷分享至影片分享網站後，這一行動在鄭州的大學生中迅速走紅，並掀起模仿風潮。自此，每逢週末便有學生夜間或凌晨沿鄭開大道一路向東騎行至開封，品嚐胡辣湯和灌湯包，隨後坐公車或高鐵返回鄭州，該活動逐步發展為一種當地流行的社交活動。該活動吸引的不僅是鄭州本地的大學生，還包括外地學生、社會人士及家庭成員等。
根據美團單車的工作人員透露，11月1日至2日期間，使用其服務沿鄭開大道路線的共享單車數量約2000架次。11月6日，開封市城市管理局的工作人員則在接受訪問時稱，2024年11月已有超過17000人次夜騎從鄭州抵達開封。
該活動受到開封市當局歡迎。11月4日，開封市長吳海燕稱會充分準備迎接隨機性大客流，優化夜遊線路，並確保遊客安全。為響應「夜騎開封」熱潮，開封市政府為吸引更多年輕人參加，其轄下的開封市文廣旅局宣佈夜間刷學生證免費開放包括開封鐵塔、清明上河园和萬歲山武俠城等多個景點予大學生。
此活動也帶動當地商機增長，不少商戶沿著鄭開大道的騎行路線設攤販賣商品和小吃；公交公司則為中途無法繼續或遇車輛故障的騎行者提供免費接送服務。而開封交警部門則在鄭開大道沿途增加警力、加強巡邏、監管商戶並確保公眾遵守交通規則。許多學生手持中國國旗和唱中國國歌，旁觀者在道路一旁為參與者加油，開封市民列隊歡迎參與者的到來。除此之外，並無任何與抗議當局相關的舉動。

## 影響
隨著「夜騎開封」熱潮的興起，大量參與者湧入鄭開大道從鄭州至開封方向的部分路段，單車群延綿數十公里。除了不少人騎乘共享單車參加活動，還有一些人使用電單車或徒步前往。2024年11月，郑州東四环由於騎行人潮過多而出現嚴重擁堵，原本從鄭州到開封僅需一個多小時的車程被延誤至超過3小時。
由於鄭州太多人使用共享單車，導致該市共享單車短缺。从郑州到开封是和缓的下坡路段，而返程则是上坡，因此許多抵達開封的參與者选择其他交通方式返回郑州。单向骑行导致大量单车被留在开封，如在大梁门等地標外側，大量單車的隨意停放導致城管及義工不得不逐一清理和移走，美團為此安排10名司機將開封的共享單車回收至鄭州。此外，開封市內的垃圾量較平時大幅增加，加上大量單車隨意停放影響出入，令開封居民感滋擾。

## 禁制

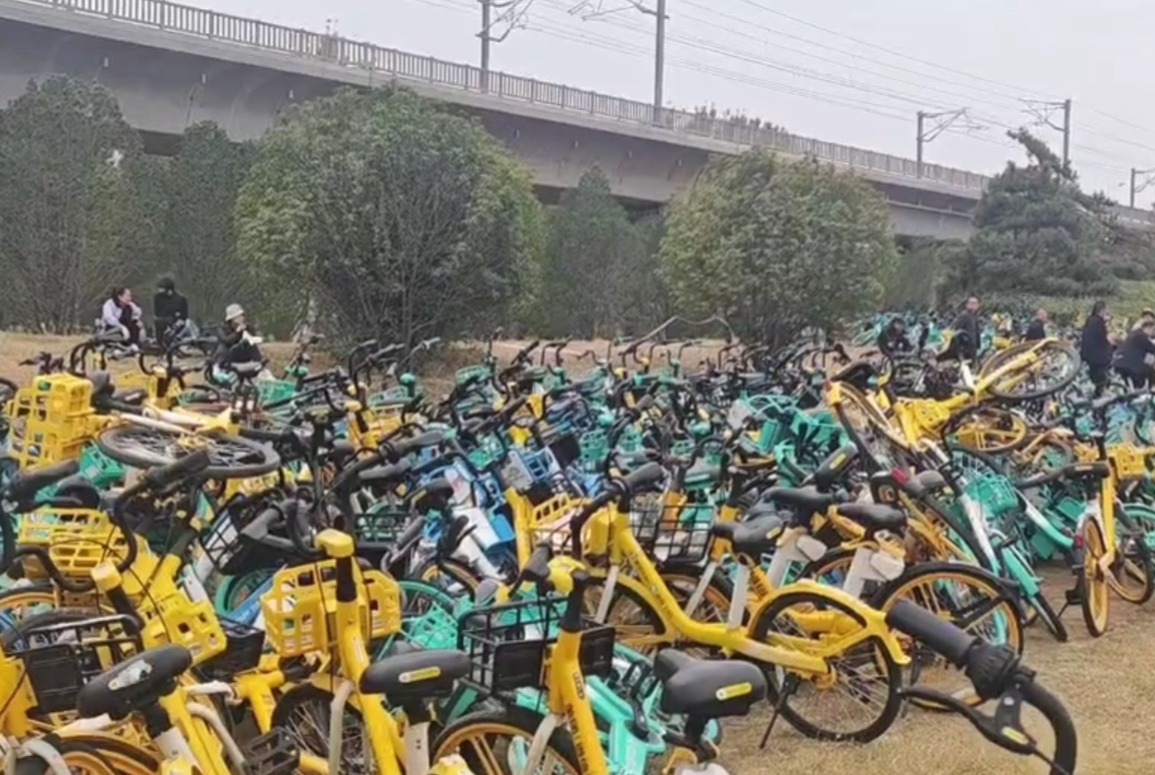
郑开大道旁的共享单车

11月9日，鄭州和開封當局改變了對「夜騎開封」活動的歡迎態度，發佈通告批評大量共享單車阻塞道路，並在鄭開大道的非機動車道實施禁行措施。原先宣佈24小時營業的各大景區也於當日上午改回正常營業時間。當地多家媒體自9日起連續發文，呼籲騎行者錯峰出行，以減少對交通的影響。
同日，美團單車、哈囉出行和滴滴青桔三家共享單車平台發出聯合公告，要求騎行者遵守用車規則，禁止跨區騎行，否則將強制鎖車，並收取調度費。後來在11月15日，三家公司暫停鄭州地區的運營服務。
法國國際廣播電台援引河南省多所大專院校的通知及微信群消息，稱河南省教育厅與當地學校召開針對「夜騎開封」活動的會議，會中當局表示該活動已被「別有用心的反社會人員或者境外敵對人員的加入」，並指其發展趨勢類似香港反送中運動的政治性活動。其要求學生限期返校，同時下令實行一個月的全校封閉管理。

## 後續
11月9日，「夜騎開封被按下暫停鍵」等相關話題登上微博熱搜榜首。在共享單車禁止跨區措施及單車道被封鎖的限制下，部分參與者轉而徒步前往開封。同時，當局對大專院校實施的封校措施引發學生不滿，有學生表示，自己未參與「夜騎開封」卻仍被限制行動；另有學生批評當局將矛頭指向活動參與者，將學生視為動物，稍有風吹草動便封校，類似於過往動態清零政策的管控方式。
然而，儘管活動遭官方禁制，「夜騎開封」所帶動的跨省市騎行熱潮已蔓延至北京、成都、武漢、西安等地。

## 評論

### 中國媒體
在当局紧急叫停夜骑前，中国媒体大多对此持正面态度。《北京日報》评论，两座城市通过反复倡导、做好保障、明确规则，而非对大学生们过多苛责的方式，为“夜骑开封”按下暂停键，体现了郑州和开封两座城市乃至社会对于青春的包容与珍视。畅玩青春的同时也遵守规则，是夜骑开封中“最温暖的风景”。
《新京报》评论，开封市对大学生的优待和欢迎，是暖心之举，体现了古都热情态度和开放胸怀。但也呼吁大学生注意公共文明和安全的细节。
《人民法院报》以骑行中的“堵”与“疏”为视角，指出大量的骑行者导致郑开大道交通严重拥堵，各共享自行车平台限制跨区骑行是为了防止更多人参与其中，减少安全风险及给其他人带来的不便，社论也呼吁城市管理者加强对夜骑行为的引导。
《南方都市报》则认为，“流量未必都是红利”，虽然景区得到不少红利，但也考验着开封市的承载能力，社论指出若这样的大规模骑行常态化，开封会“压力山大”。

### 國際媒體及其他評論
福建省华侨大学一名教師在QQ群中針對「夜騎開封」活動發表評論，稱參與的大學生為「移動造糞機」和「酒囊飯袋」，隨後遭校方追責。
法國國際廣播電台形容「夜騎開封」活動「不是白紙勝似白紙」，指出由於參與人數遠超過2022年的「白紙運動」，已引起當局忌憚。儘管該活動表面上並無針對當局的不滿表達，甚至帶有愛國色彩，但依然遭到當局的反制。
旅美的中國學者吴祚来在接受美國之音採訪時表示，「夜騎開封」活動原本只是「幾個小孩玩的小遊戲」，旨在突破自我，展現青春活力。然而，由於各種背景的人陸續加入，活動規模不斷擴大，引起當局對潛在學生運動的憂慮。他指出：「儘管一開始不是政治運動，甚至現在也不是一個政治性的活動，但是打壓之後，學生一下子就意識到這個社會是如此殘酷。」他譴責當局頻繁以全方位的手段進行打壓，激起學生反感，未從封控政策的教訓中吸取經驗。
《联合早报》则认为，“在无条件鼓励和一刀切禁止之间，应该还能找到空间，让年轻人理性地释放激情。”